# عرى
قرية عرى هي قرية سوريا، تتبع لمحافظة السويداء وتقع في الجهة الجنوبية الغربية منها على طريق بصرى على بعد حوالي 10 كيلو متر من مدينة السويداء وحوالي 10 كيلو عن بصرى الشام. في تعداد عام 2004 بلغ عدد سكانها 6,136 نسمة. وأغلب سكانها من الدروز.
ترتفع 932 م عن سطح البحر وتقع غلى السفح الغربي لجبل الريان بداية سهل حوران من الجهة الشرقية. ومن أكثر المحاصيل الزراعية زراعة القمح والحمص في الأراضي الغربية للقرية وهي امتداد لسهل حوران من الجهة الشرقية - أما من الناحية الشرقية الذي هو امتداد للجبل فالمحصول الرئيسي هو العنب والتين وحديثا بدأت زراعة أشجار الزيتون بشكل كبير.
في عام 1596 ظهرت القرية تحت اسم "تمري" في سجلات الضرائب العثمانية كجزء من ناحية بني ناسية في قضاء حوران. كان عدد سكانها مسلمين يتكون من خمسة وعشرين أسرة وأربعة عشر عازبا، وسكان مسيحيين مكونين من خمس أسر. وكانوا يدفعون ضريبة ثابتة قدرها 40% على المنتجات الزراعية، بما في ذلك القمح والشعير والمحاصيل الصيفية والماعز وخلايا النحل، بالإضافة إلى الإيرادات العرضية؛ بلغ إجمالي الضرائب 16000 آقجة. وفي عام 1838 ورد أن عرى مأهولة بالمسيحيين الدروز والأرثوذكس اليونانيين.
تعتبر قرية عرى من أكبر قرى محافظة السويداء مساحةً حيث تقدر مساحتها ب 96.000 دونم وتشتهر بسهولها الواسعة التي تقع في الجهة الغربية من البلدة. وكانت عرى تعتبر المعقل الأساسي لدار الزعامة الطرشانية (أو ما يعرف بدار عرى) أي دار الأمير حيث تم احتلالها من قبل إسماعيل الأطرش وطرد الأمير الحمدان سنة 1868 م ونقلت الزعامة من السويداء إلى عرى وخاصة بعد أن سيطر ابنه شبلي على المطاحن الشهيرة الموجودة على النبع المشهور الذي يقع شرقي البلدة والذي يعرف بنبع عرى والموجود حتى الآن.
وقد شهدت عمرانا وازدهارا حضاريا في العصور السابقة، ففيها بقايا آثار، ذات دلالة، منها سور روماني قديم وكنيسة وهذا يعود إلى أوائل الاحتلال الروماني لسوريا في المائة الأولى قبل الميلاد ويشير المؤرخون إلى أن هذه المنطقة كانت جزءا من دولة العماليق الذين سبقوا الغساسنة وأقاموا إمارة في جنوب سورية دامت حوالي قرنين من الزمن ثم جاءت إمارة الغساسنة العربية ويبرز خلالها ذكر «نبع عرى» الذي كان يمثل الشريان الحيوي للجناح الشرقي لهذه الدولة وكان يسمى آنذاك نبع غسان، وقد قال فيه الشاعر حسان بن ثابت الأزدي: إما سألت فإنا معشر نجب الأزد نسبتنا والماء غسان.
وذكر أحد الرحالة السويسريين في كتاب/ رحلات في سوريا/ في عام 1810ـ1811 فقال عنها أنها أكثف القرى سكانا في سهل حوران وأكثرها عذوبة وجمالا فهواؤها وماؤها وترابها طيب ثم ذكر أنها أصبحت في النصف الثاني من القرن الثامن عشر عاصمة جبل حوران ومركز زعامتها ثم انتقلت إلى السويداء وعادت إليها بعد نصف قرن
في عرى معلم أثري هام تمثله دار الزعامة الطرشانية في عهد الشيخ والشاعر المعروف شبلي الأطرش حيث سجنه الأتراك وكان يفيض حناناً لتلك الدار حيث أنشد يقول
يادار قلبي دايم الدوم يطريك وإن نمت أشوفك بالهواجيس يا دار
يا مـا حـلى الـرفاق بعلا لـيك والـبـن يــزهـي والـفـناجـيـن دوار
تعتبر دار عرى معلماً أثرياً وتاريخياً من معالم جبل العرب وعلى الرغم من كل الظروف الاجتماعية التي مرت على هذه الدار في العهد العثماني وفي زمن الانتداب الفرنسي، فالسمة الأساسية لهذه الدار، أنها كانت ملاذاً لكل محتاج ومجير لكل من استجار بها، وقد بقيت الدار محافظة على تراثها الذي هو جزء لا يتجزأ من تراث الجبل عامة.
بنيت دار عرى على يد أمهر المعماريين من جبل العرب عام / 1886 / تحيط بها بعض الخرب القديمة التي كانت حواضر عامرة في العهد الإسلامي (العباسي) والعصور المتأخرة منها خربة «غوثا ـسمر ـ علا» ويوجد في منطقة «درارق» شمال القرية قلعة عثمانية بنيت عام 1879 لم يبق منها إلا أطلال قليلة ويتداول الناس في هذه القرية منذ أجيال الحديث عن حصن قديم في أعلى المرتفع الذي بنيت القرية فوقه حيث كان على ما يبدو سورا لبلدة قديمة في العهدين اليوناني والروماني
افتتحت في قرية عرى أول مدرسة حكومية عام / 1923/ وقبلها كان ثمة كتاتيب ومدرسة أهلية لتعليم التلاميذ بأساليبها المعروفة وتعتبر «عرى» موئلاً لعدد من قدامى المتعلمين والسياسيين في محافظة جبل العرب.من الواجب ذكره ان بلدة عرى تشهد نهضة علمية جيدة جدا ففيها نسبة عالية من الخريجين ذو الشهادات العليا وهذا ليس جديداً ففيها نسبة كبيرة من الخريجين القديمين. لعبت عرى دورا بارزا في تاريخ جبل العرب وخاصة في عشرينيات القرن العشرين الميلادي.
و شارك أهلها في الثورة السورية الكبرى وقدمت عدداً من الشهداء وحصلت فيها معارك هامة مثل معركة / رساس - عرى / التي تعتبر في المرتبة الثالثة بعد معركتي الكفر والمزرعة وشهدت في الأيام الأخيرة للثورة معارك طاحنة مع الفرنسيين مثل يوم الجواني ويوم الكتف
عرفت القرية في الأربعينيات ظاهرة فريدة آنذاك كانت جزءاً من الحالة النهضوية والثقافية المبكرة في الجبل تمثلت في تأسيس / النادي الأدبي / عام / 1942 / الذي استمر أربع سنوات حيث كانت تلقى المحاضرات وتعقد الندوات. دخلت المياه إلى القرية بالأنابيب عام / 1942 / بجهود الفنانة المعروفة أسمهان التي عاشت في «عرى» زوجة للأمير حسن الأطرش.
وتشهد البلدة نهضة عمرانية كبيرة وزيادة نوعية في عدد السكان حيث تهاجر إليها بعض الأسر من القرى النائية نظراً لتوفر الخدمات فيها وقربها من المدينة.